# North Las Vegas
North Las Vegas è una città degli Stati Uniti d'America, situata nella contea di Clark, nello stato del Nevada; fa parte nell'area metropolitana di Las Vegas. Al censimento del 2000 aveva 115 488 abitanti, mentre nel 2018 la popolazione era stimata in 223 873 abitanti.
La città è stata incorporata nel maggio del 1946 ed è la quarta più grande del Nevada.

## Geografia fisica

### Territorio
North Las Vegas si trova nel deserto del Mojave, a nord-est di Las Vegas. Copre un'area di 262,6 chilometri quadrati, di cui solo lo 0,4% è composto da acqua. È inoltre circondata da diverse catene montuose, trovandosi nella Las Vegas Valley.

### Clima
Il clima di North Las Vegas è desertico:le temperature sono tipicamente miti in inverno e alte in estate. Le nevicate in inverno sono rare, mentre in estate la città è soggetta a monsoni, che possono portare con sé piogge torrenziali, causando allagamenti, temporali e interruzioni di elettricità. Secondo la classificazione di Köppen la città rientra nel gruppo climatico BWk.

## Società

### Evoluzione demografica
Secondo i dati del censimento del 2010, la città era abitata da 216 961 persone, con 34 018 nuclei familiari. La densità della popolazione era di 568,0 abitanti per chilometro quadrato.
I bianchi ammontavano al 47,4% della popolazione, di cui il 38,8% di ispanici, gli afroamericani al 19,9%, gli asiatici al 6,3%, i nativi americani allo 0,8% e infine gli oceaniani allo 0,8%. Le altre etnie coprono il restante percento della popolazione.
Secondo il censimento del 2000, il 33,9% della popolazione era al di sotto dei 18 anni, il 9,6% dai 18 ai 24, il 34,3% dai 25 ai 44, il 16.4% dai 45 ai 64 e infine il 5,8% era al di sopra dei 65 anni.
Il reddito medio familiare è di 46540 $, mentre quello pro capite di 16023 $. Il 14,8% della popolazione vive sotto la soglia di povertà.